# 福祥公園
福祥里是中和區福祥里的社區鄰里公園，位在中和區莊敬橋與添福橋之間，東鄰中和溝。和瓦磘里休閒廣場一樣只是個溝邊畸零地的綠化，但因為有河溝經過而增加了空間感。

## 公園設施
- 巨石碑：面向莊敬路。
- 水泥仿木桌椅
- 健康步道
- 植栽：有菩提樹、美人樹、榕樹、福木、山黃麻、白玉蘭、金邊虎尾蘭、朱蕉、樹蘭、威氏鐵莧、黃金金露華...等。溝壁自生構樹與野桐，園區多原生蜜源植物---冇骨消自生。

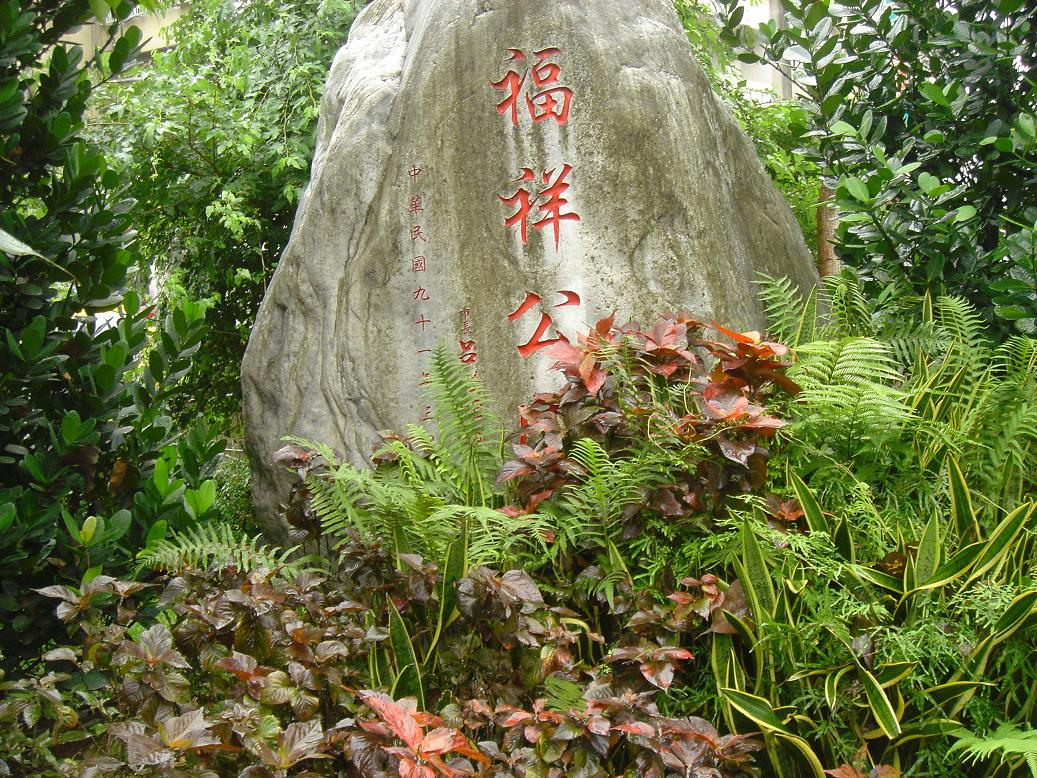
福祥公園巨石碑
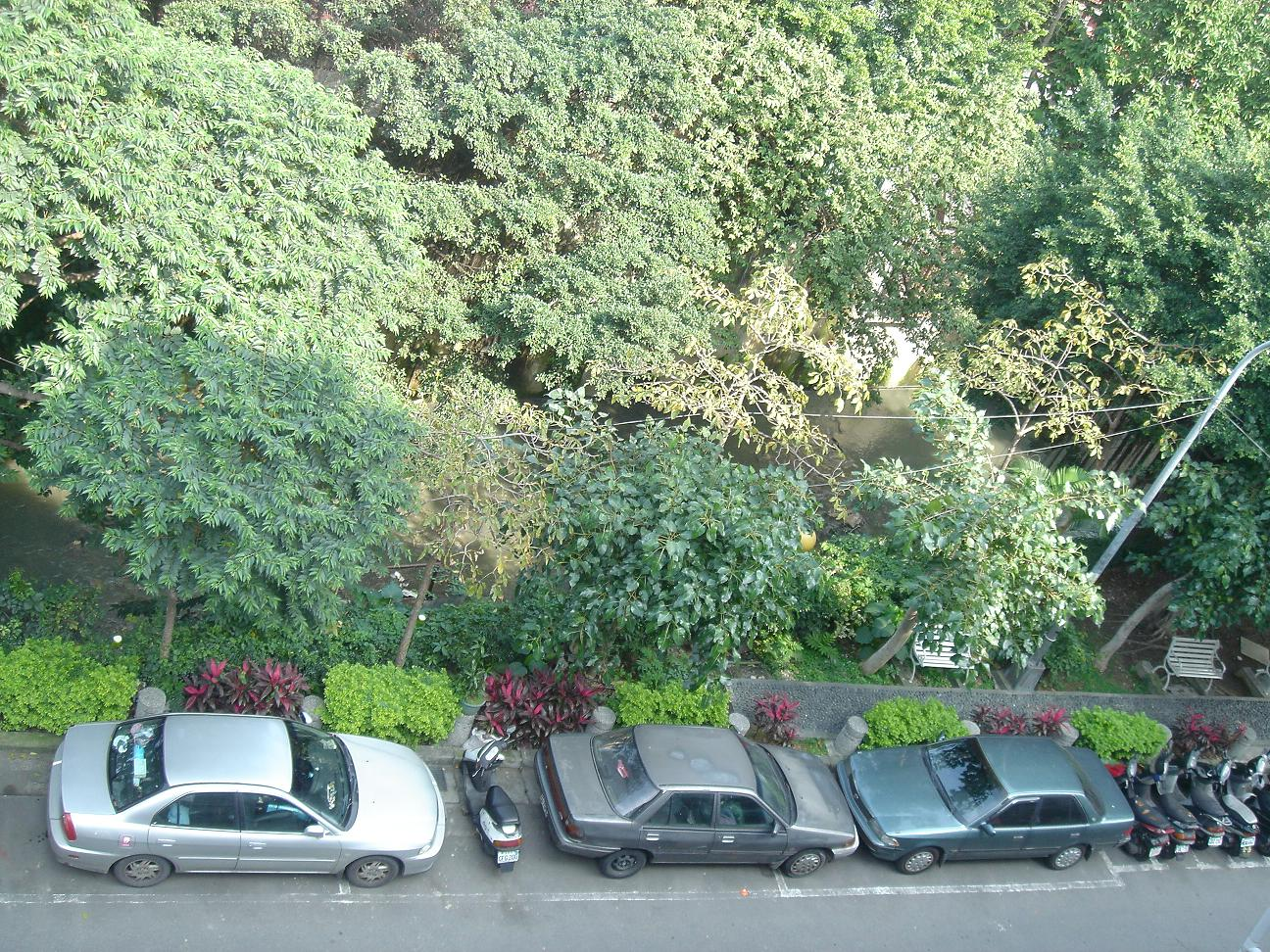
福祥公園中段與中和溝
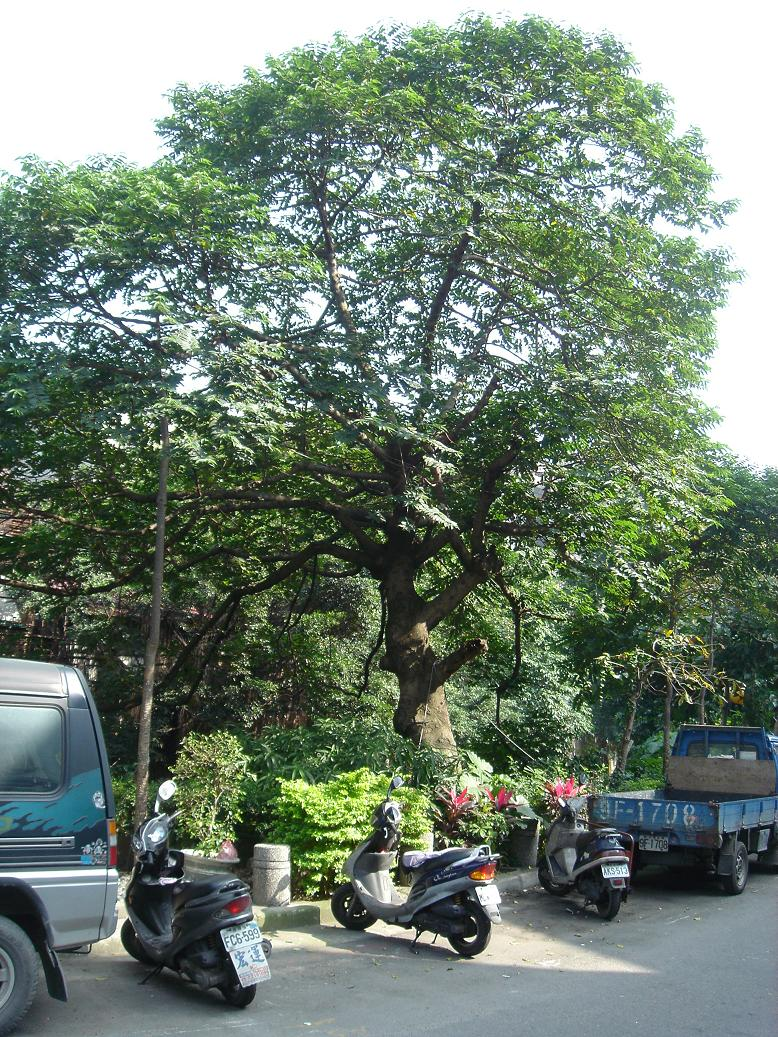
福祥公園的山黃麻老樹